# Tour de Ski 2010/2011
De Tour de Ski 2010/2011 begon op 31 december 2010 in Oberhof en eindigde op 9 januari 2011 in Val di Fiemme. Deze Tour de Ski maakt deel uit van de wereldbeker langlaufen 2010/2011. Bij de mannen volgde de Zwitser Dario Cologna de Tsjech Lukáš Bauer op, die de Tour de Ski 2009/2010 won. Bij de vrouwen prolongeerde de Poolse Justyna Kowalczyk haar eindzege van vorig jaar.

## Etappeschema
| Datum      | Plaats                      | Etappe                               | Mannen                  | Vrouwen                 |
| ---------- | --------------------------- | ------------------------------------ | ----------------------- | ----------------------- |
| 31/12/2010 | Oberhof                     | Proloog (Intervalstart)              | 3,75 km (vrije stijl)   | 2,5 km (vrije stijl)    |
| 01/01/2011 | Oberhof                     | Achtervolging (Handicapstart)        | 15 km (klassieke stijl) | 10 km (klassieke stijl) |
| 02/01/2011 | Oberstdorf                  | Sprint                               | 1 km (klassieke stijl)  | 1 km (klassieke stijl)  |
| 03/01/2011 | Oberstdorf                  | Massastart (klassieke + vrije stijl) | 10+10 km                | 5+5 km                  |
| 05/01/2011 | Toblach                     | Sprint                               | 1 km (vrije stijl)      | 1 km (vrije stijl)      |
| 06/01/2011 | Cortina d'Ampezzo - Toblach | Achtervolging (Handicapstart)        | 36 km (vrije stijl)     | 17 km (vrije stijl)     |
| 08/01/2011 | Val di Fiemme               | Massastart                           | 20 km (klassieke stijl) | 10 km (klassieke stijl) |
| 09/01/2011 | Val di Fiemme               | Achtervolging (handicapstart)        | 10 km (vrije stijl)     | 9 km (vrije stijl)      |

## Wereldbekerpunten
De beste dertig van de Tour de Ski ontvangen viermaal het aantal wereldbekerpunten dat zij zouden ontvangen voor dezelfde positie tijdens een reguliere wereldbekerwedstrijd, De winnaar ontvangt 400 punten, de nummer twee 320 enzovoort. Voor een etappezege ontvangt de winnaar de helft van de punten ten opzichte van winst in een reguliere wedstrijd, voor plaats twee tot en met dertig geldt een andere verdeling dan 50% procent van de wereldbekerpunten.
| Plaats     | 1   | 2   | 3   | 4   | 5   | 6   | 7   | 8   | 9   | 10  | 11 | 12 | 13 | 14 | 15 | 16 | 17 | 18 | 19 | 20 | 21 | 22 | 23 | 24 | 25 | 26 | 27 | 28 | 29 | 30 |
| ---------- | --- | --- | --- | --- | --- | --- | --- | --- | --- | --- | -- | -- | -- | -- | -- | -- | -- | -- | -- | -- | -- | -- | -- | -- | -- | -- | -- | -- | -- | -- |
| Klassement | 400 | 320 | 240 | 200 | 180 | 160 | 144 | 128 | 116 | 104 | 96 | 88 | 80 | 72 | 64 | 60 | 56 | 52 | 48 | 44 | 40 | 36 | 32 | 28 | 24 | 20 | 16 | 12 | 8  | 4  |
| Etappes    | 50  | 46  | 43  | 40  | 37  | 34  | 32  | 30  | 28  | 26  | 24 | 22 | 20 | 18 | 16 | 15 | 14 | 13 | 12 | 11 | 10 | 9  | 8  | 7  | 6  | 5  | 4  | 3  | 2  | 1  |

## Klassementen

### Algemeen klassement
| Mannen | Mannen             | Mannen | Mannen    |
| #      | Naam               | Land   | Tijd      |
| ------ | ------------------ | ------ | --------- |
| 1      | Dario Cologna      | SUI    | 4:28.02,0 |
| 2      | Petter Northug     | NOR    | + 27,3    |
| 3      | Lukáš Bauer        | CZE    | + 1.44,1  |
| 4      | Curdin Perl        | SUI    | + 1.58,2  |
| 5      | Roland Clara       | ITA    | + 2.06,5  |
| 6      | Jean-Marc Gaillard | FRA    | + 2.27,5  |
| 7      | Devon Kershaw      | CAN    | + 2.31,7  |
| 8      | Martin Jakš        | CZE    | + 2.39,9  |
| 9      | Daniel Richardsson | SWE    | + 3.00,2  |
| 10     | Alex Harvey        | CAN    | + 3.09,2  |

| Vrouwen | Vrouwen              | Vrouwen | Vrouwen   |
| #       | Naam                 | Land    | Tijd      |
| ------- | -------------------- | ------- | --------- |
| 1       | Justyna Kowalczyk    | POL     | 2:47.31,0 |
| 2       | Therese Johaug       | NOR     | + 1.21,5  |
| 3       | Marianna Longa       | ITA     | + 2.40,7  |
| 4       | Arianna Follis       | ITA     | + 3.19,9  |
| 5       | Charlotte Kalla      | SWE     | + 4.27,7  |
| 6       | Petra Majdič         | SLO     | + 4.52,6  |
| 7       | Marthe Kristoffersen | NOR     | + 5.09,0  |
| 8       | Krista Lähteenmäki   | FIN     | + 5.15,2  |
| 9       | Marte Elden          | NOR     | + 5.25,6  |
| 10      | Astrid Jacobsen      | NOR     | + 5.57,9  |

### Sprintklassement
| Mannen | Mannen             | Mannen | Mannen |
| #      | Naam               | Land   | Tijd   |
| ------ | ------------------ | ------ | ------ |
| 1      | Dario Cologna      | SUI    | 238 s  |
| 2      | Petter Northug     | NOR    | 178 s  |
| 3      | Marcus Hellner     | SWE    | 146 s  |
| 4      | Devon Kershaw      | CAN    | 141 s  |
| 5      | Martin Jakš        | CZE    | 73 s   |
| 6      | Alex Harvey        | CAN    | 62 s   |
| 7      | Daniel Richardsson | SWE    | 47 s   |
| 8      | Curdin Perl        | SUI    | 35 s   |
| 9      | Dmitri Japarov     | RUS    | 34 s   |
| 10     | Matti Heikkinen    | FIN    | 32 s   |

| Vrouwen | Vrouwen                  | Vrouwen | Vrouwen |
| #       | Naam                     | Land    | Tijd    |
| ------- | ------------------------ | ------- | ------- |
| 1       | Justyna Kowalczyk        | POL     | 185 s   |
| 2       | Petra Majdič             | SLO     | 120 s   |
| 3       | Arianna Follis           | ITA     | 87 s    |
| 4       | Anna Haag                | SWE     | 80 s    |
| 5       | Charlotte Kalla          | SWE     | 80 s    |
| 6       | Marianna Longa           | ITA     | 78 s    |
| 7       | Astrid Jacobsen          | NOR     | 67 s    |
| 8       | Aino-Kaisa Saarinen      | FIN     | 65 s    |
| 9       | Kikkan Randall           | USA     | 58 s    |
| 10      | Britta Johansson Norgren | SWE     | 51 s    |

## Mannen

### Proloog
| Uitslag | Uitslag            | Uitslag | Uitslag |
| #       | Naam               | Land    | Tijd    |
| ------- | ------------------ | ------- | ------- |
| 1       | Marcus Hellner     | SWE     | 7.34,5  |
| 2       | Aleksej Petoechov  | RUS     | + 2,0   |
| 3       | Petter Northug     | NOR     | + 2,9   |
| 4       | Aleksandr Legkov   | RUS     | + 4,8   |
| 5       | Loris Frasnelli    | ITA     | + 5,1   |
| 6       | Robin Duvillard    | FRA     | + 5,8   |
| 7       | Dario Cologna      | SUI     | + 6,7   |
| 8       | Ilja Tsjernoesov   | RUS     | + 8,3   |
| 9       | Lukáš Bauer        | CZE     | + 8,6   |
| 10      | Jean-Marc Gaillard | FRA     | + 9,4   |

| Klassement | Klassement         | Klassement | Klassement |
| #          | Naam               | Land       | Tijd       |
| ---------- | ------------------ | ---------- | ---------- |
| 1          | Marcus Hellner     | SWE        | 7.19,5     |
| 2          | Aleksej Petoechov  | RUS        | + 7,0      |
| 3          | Petter Northug     | NOR        | + 12,9     |
| 4          | Aleksandr Legkov   | RUS        | + 19,8     |
| 5          | Loris Frasnelli    | ITA        | + 20,1     |
| 6          | Robin Duvillard    | FRA        | + 20,8     |
| 7          | Dario Cologna      | SUI        | + 21,7     |
| 8          | Ilja Tsjernoesov   | RUS        | + 23,3     |
| 9          | Lukáš Bauer        | CZE        | + 23,6     |
| 10         | Jean-Marc Gaillard | FRA        | + 24,4     |

### Etappe 1
| Uitslag | Uitslag          | Uitslag | Uitslag |
| #       | Naam             | Land    | Tijd    |
| ------- | ---------------- | ------- | ------- |
| 1       | Dario Cologna    | SUI     | 47.48,1 |
| 2       | Devon Kershaw    | CAN     | + 0,5   |
| 3       | Aleksandr Legkov | RUS     | + 0,8   |
| 4       | Ilja Tsjernoesov | RUS     | + 4,2   |
| 5       | Petter Northug   | NOR     | + 5,4   |
| 6       | Sami Jauhojärvi  | FIN     | + 5,5   |
| 7       | Matti Heikkinen  | FIN     | + 7,4   |
| 8       | Ville Nousiainen | FIN     | + 8,3   |
| 9       | Alex Harvey      | CAN     | + 9,1   |
| 10      | Axel Teichmann   | GER     | + 10,1  |

| Klassement | Klassement       | Klassement | Klassement |
| #          | Naam             | Land       | Tijd       |
| ---------- | ---------------- | ---------- | ---------- |
| 1          | Dario Cologna    | SUI        | 47.33,1    |
| 2          | Devon Kershaw    | CAN        | + 5,5      |
| 3          | Aleksandr Legkov | RUS        | + 10,8     |
| 4          | Ilja Tsjernoesov | RUS        | + 19,2     |
| 5          | Petter Northug   | NOR        | + 20,4     |
| 6          | Sami Jauhojärvi  | FIN        | + 20,5     |
| 7          | Matti Heikkinen  | FIN        | + 22,4     |
| 8          | Ville Nousiainen | FIN        | + 23,3     |
| 9          | Alex Harvey      | CAN        | + 24,1     |
| 10         | Axel Teichmann   | GER        | + 25,1     |

### Etappe 2
| Uitslag | Uitslag           | Uitslag | Uitslag |
| #       | Naam              | Land    | Tijd    |
| ------- | ----------------- | ------- | ------- |
| 1       | Emil Jönsson      | SWE     | 60 s    |
| 2       | Devon Kershaw     | CAN     | 56 s    |
| 3       | Dario Cologna     | SUI     | 52 s    |
| 4       | Simen Østensen    | NOR     | 48 s    |
| 5       | Aleksej Petoechov | RUS     | 44 s    |
| 6       | Aleksandr Legkov  | RUS     | 42 s    |
| 7       | Alex Harvey       | CAN     | 40 s    |
| 8       | Marcus Hellner    | SWE     | 38 s    |
| 9       | Jesper Modin      | SWE     | 36 s    |
| 10      | Dmitri Japarov    | RUS     | 34 s    |

| Klassement | Klassement       | Klassement | Klassement |
| #          | Naam             | Land       | Tijd       |
| ---------- | ---------------- | ---------- | ---------- |
| 1          | Dario Cologna    | SUI        | 49.09,9    |
| 2          | Devon Kershaw    | CAN        | + 3,7      |
| 3          | Aleksandr Legkov | RUS        | + 23,1     |
| 4          | Alex Harvey      | CAN        | + 36,9     |
| 5          | Marcus Hellner   | SWE        | + 51,0     |
| 6          | Dmitri Japarov   | RUS        | + 53,4     |
| 7          | Petter Northug   | NOR        | + 59,5     |
| 8          | Matti Heikkinen  | FIN        | + 1.00,2   |
| 9          | Ilja Tsjernoesov | RUS        | + 1.04,7   |
| 10         | Sami Jauhojärvi  | FIN        | + 1.05,8   |

### Etappe 3
| Uitslag | Uitslag             | Uitslag | Uitslag |
| #       | Naam                | Land    | Tijd    |
| ------- | ------------------- | ------- | ------- |
| 1       | Matti Heikkinen     | FIN     | 49.20,1 |
| 2       | Dario Cologna       | SUI     | + 1,0   |
| 3       | Martin Jakš         | CZE     | + 3,9   |
| 4       | Jean-Marc Gaillard  | FRA     | + 4,0   |
| 5       | Lukáš Bauer         | CZE     | + 5,9   |
| 6       | Daniel Richardsson  | SWE     | + 7,4   |
| 7       | Devon Kershaw       | CAN     | + 8,2   |
| 8       | Aleksandr Legkov    | RUS     | + 9,6   |
| 9       | Tord Asle Gjerdalen | NOR     | + 10,6  |
| 10      | Marcus Hellner      | SWE     | + 11,3  |

| Klassement | Klassement       | Klassement | Klassement |
| #          | Naam             | Land       | Tijd       |
| ---------- | ---------------- | ---------- | ---------- |
| 1          | Dario Cologna    | SUI        | 1:37.51,0  |
| 2          | Devon Kershaw    | CAN        | + 45,9     |
| 3          | Marcus Hellner   | SWE        | + 1.06,1   |
| 4          | Aleksandr Legkov | RUS        | + 1.06,7   |
| 5          | Alex Harvey      | CAN        | + 1.23,8   |
| 6          | Matti Heikkinen  | FIN        | + 1.24,2   |
| 7          | Petter Northug   | NOR        | + 1.42,6   |
| 8          | Lukáš Bauer      | CZE        | + 1.51,2   |
| 9          | Martin Jakš      | CZE        | + 1.54,1   |
| 10         | Ilja Tsjernoesov | RUS        | + 1.58,9   |

### Etappe 4
| Uitslag | Uitslag            | Uitslag | Uitslag |
| #       | Naam               | Land    | Tijd    |
| ------- | ------------------ | ------- | ------- |
| 1       | Devon Kershaw      | CAN     | 60 s    |
| 2       | Dario Cologna      | SUI     | 56 s    |
| 3       | Petter Northug     | NOR     | 52 s    |
| 4       | Marcus Hellner     | SWE     | 48 s    |
| 5       | Simen Østensen     | NOR     | 44 s    |
| 6       | Jesper Modin       | SWE     | 42 s    |
| 7       | Martin Jakš        | CZE     | 40 s    |
| 8       | Andrew Newell      | USA     | 38 s    |
| 9       | David Hofer        | ITA     | 36 s    |
| 10      | Daniel Richardsson | SWE     | 34 s    |

| Klassement | Klassement         | Klassement | Klassement |
| #          | Naam               | Land       | Tijd       |
| ---------- | ------------------ | ---------- | ---------- |
| 1          | Dario Cologna      | SUI        | 1:39.53,0  |
| 2          | Devon Kershaw      | CAN        | + 42,8     |
| 3          | Marcus Hellner     | SWE        | + 1.14,1   |
| 4          | Petter Northug     | NOR        | + 1.45,4   |
| 5          | Aleksandr Legkov   | RUS        | + 1.55,3   |
| 6          | Alex Harvey        | CAN        | + 2.02,7   |
| 7          | Martin Jakš        | CZE        | + 2.10,7   |
| 8          | Simen Østensen     | NOR        | + 2.14,6   |
| 9          | Daniel Richardsson | SWE        | + 2.24,1   |
| 10         | Matti Heikkinen    | FIN        | + 2.26,2   |

### Etappe 5
| Uitslag | Uitslag            | Uitslag | Uitslag   |
| #       | Naam               | Land    | Tijd      |
| ------- | ------------------ | ------- | --------- |
| 1       | Dario Cologna      | SUI     | 1:20.06,9 |
| 2       | Marcus Hellner     | SWE     | + 1.06,3  |
| 3       | Petter Northug     | NOR     | + 1.39,9  |
| 4       | Martin Jakš        | CZE     | + 1.40,7  |
| 5       | Alex Harvey        | CAN     | + 1.41,2  |
| 6       | Curdin Perl        | SUI     | + 1.41,5  |
| 7       | Daniel Richardsson | SWE     | + 1.41,6  |
| 8       | Matti Heikkinen    | FIN     | + 1.42,1  |
| 9       | Jean-Marc Gaillard | FRA     | + 1.42,1  |
| 10      | Devon Kershaw      | CAN     | + 1.46,6  |

| Klassement | Klassement         | Klassement | Klassement |
| #          | Naam               | Land       | Tijd       |
| ---------- | ------------------ | ---------- | ---------- |
| 1          | Dario Cologna      | SUI        | 2:59.44,9  |
| 2          | Marcus Hellner     | SWE        | + 1.11,3   |
| 3          | Petter Northug     | NOR        | + 1.49,9   |
| 4          | Martin Jakš        | CZE        | + 1.55,7   |
| 5          | Alex Harvey        | CAN        | + 1.56,2   |
| 6          | Curdin Perl        | SUI        | + 1.56,5   |
| 7          | Daniel Richardsson | SWE        | + 1.56,6   |
| 8          | Matti Heikkinen    | FIN        | + 1.57,1   |
| 9          | Jean-Marc Gaillard | FRA        | + 1.57,1   |
| 10         | Devon Kershaw      | CAN        | + 2.01,6   |

### Etappe 6
| Uitslag | Uitslag            | Uitslag | Uitslag |
| #       | Naam               | Land    | Tijd    |
| ------- | ------------------ | ------- | ------- |
| 1       | Petter Northug     | NOR     | 57.17,2 |
| 2       | Dario Cologna      | SUI     | + 1,8   |
| 3       | Devon Kershaw      | CAN     | + 2,2   |
| 4       | Martin Jakš        | CZE     | + 2,6   |
| 5       | Alex Harvey        | CAN     | + 2,9   |
| 6       | Roland Clara       | ITA     | + 3,7   |
| 7       | Jens Filbrich      | GER     | + 3,9   |
| 8       | Curdin Perl        | SUI     | + 4,5   |
| 9       | Anders Södergren   | SWE     | + 4,7   |
| 10      | Daniel Richardsson | SWE     | + 5,1   |

| Klassement | Klassement         | Klassement | Klassement |
| #          | Naam               | Land       | Tijd       |
| ---------- | ------------------ | ---------- | ---------- |
| 1          | Dario Cologna      | SUI        | 3:56.03,9  |
| 2          | Petter Northug     | NOR        | + 1.18,1   |
| 3          | Martin Jakš        | CZE        | + 2.46,5   |
| 4          | Devon Kershaw      | CAN        | + 2.52,0   |
| 5          | Curdin Perl        | SUI        | + 2.54,2   |
| 6          | Jean-Marc Gaillard | FRA        | + 2.55,9   |
| 7          | Alex Harvey        | CAN        | + 2.57,3   |
| 8          | Daniel Richardsson | SWE        | + 2.59,9   |
| 9          | Roland Clara       | ITA        | + 3.03,9   |
| 10         | Lukáš Bauer        | CZE        | + 3.13,9   |

### Etappe 7
| Uitslag | Uitslag            | Uitslag | Uitslag  |
| #       | Naam               | Land    | Tijd     |
| ------- | ------------------ | ------- | -------- |
| 1       | Lukáš Bauer        | CZE     | 30.28,3  |
| 2       | Roland Clara       | ITA     | + 32,4   |
| 3       | Curdin Perl        | SUI     | + 33,8   |
| 4       | Vincent Vittoz     | FRA     | + 35,0   |
| 5       | Petter Northug     | NOR     | + 39,0   |
| 6       | Ivan Babikov       | CAN     | + 47,1   |
| 7       | Kris Freeman       | USA     | + 53,9   |
| 8       | Thomas Moriggl     | ITA     | + 58,0   |
| 9       | Jean-Marc Gaillard | FRA     | + 1.01,4 |
| 10      | Tom Reichelt       | GER     | + 1.03,2 |

| Klassement | Klassement         | Klassement | Klassement |
| #          | Naam               | Land       | Tijd       |
| ---------- | ------------------ | ---------- | ---------- |
| 1          | Dario Cologna      | SUI        | 4:28.02,0  |
| 2          | Petter Northug     | NOR        | + 27,3     |
| 3          | Lukáš Bauer        | CZE        | + 1.44,1   |
| 4          | Curdin Perl        | SUI        | + 1.58,2   |
| 5          | Roland Clara       | ITA        | + 2.06,5   |
| 6          | Jean-Marc Gaillard | FRA        | + 2.27,5   |
| 7          | Devon Kershaw      | CAN        | + 2.31,7   |
| 8          | Martin Jakš        | CZE        | + 2.39,9   |
| 9          | Daniel Richardsson | SWE        | + 3.00,2   |
| 10         | Alex Harvey        | CAN        | + 3.09,2   |

## Vrouwen

### Proloog
| Uitslag | Uitslag              | Uitslag | Uitslag |
| #       | Naam                 | Land    | Tijd    |
| ------- | -------------------- | ------- | ------- |
| 1       | Justyna Kowalczyk    | POL     | 6.39,0  |
| 2       | Charlotte Kalla      | SWE     | + 1,5   |
| 3       | Astrid Jacobsen      | NOR     | + 4,8   |
| 4       | Riitta-Liisa Roponen | FIN     | + 5,7   |
| 5       | Joelia Tsjekaleva    | RUS     | + 7,2   |
| 6       | Aino-Kaisa Saarinen  | FIN     | + 7,3   |
| 7       | Denise Herrmann      | GER     | + 8,7   |
| 8       | Petra Majdič         | SLO     | + 9,3   |
| 9       | Krista Lahteenmäki   | FIN     | + 9,5   |
| 9       | Laure Barthélémy     | FRA     | + 9,5   |

| Klassement | Klassement           | Klassement | Klassement |
| #          | Naam                 | Land       | Tijd       |
| ---------- | -------------------- | ---------- | ---------- |
| 1          | Justyna Kowalczyk    | POL        | 6.24,0     |
| 2          | Charlotte Kalla      | SWE        | + 6,5      |
| 3          | Astrid Jacobsen      | NOR        | + 14,8     |
| 4          | Riitta-Liisa Roponen | FIN        | + 20,7     |
| 5          | Joelia Tsjekaleva    | RUS        | + 22,2     |
| 6          | Aino-Kaisa Saarinen  | FIN        | + 22,3     |
| 7          | Denise Herrmann      | GER        | + 23,7     |
| 8          | Petra Majdič         | SLO        | + 24,3     |
| 9          | Krista Lahteenmäki   | FIN        | + 24,5     |
| 9          | Laure Barthélémy     | FRA        | + 24,5     |

### Etappe 1
| Uitslag | Uitslag              | Uitslag | Uitslag |
| #       | Naam                 | Land    | Tijd    |
| ------- | -------------------- | ------- | ------- |
| 1       | Justyna Kowalczyk    | POL     | 33.32,5 |
| 2       | Krista Lähteenmäki   | FIN     | + 27,5  |
| 3       | Marianna Longa       | ITA     | + 30,5  |
| 4       | Aino-Kaisa Saarinen  | FIN     | + 31,6  |
| 5       | Petra Majdič         | SLO     | + 34,5  |
| 6       | Riitta-Liisa Roponen | FIN     | + 34,8  |
| 7       | Charlotte Kalla      | SWE     | + 35,1  |
| 8       | Arianna Follis       | ITA     | + 35,2  |
| 9       | Therese Johaug       | NOR     | + 36,1  |
| 10      | Joelia Tsjekaleva    | RUS     | + 37,3  |

| Klassement | Klassement           | Klassement | Klassement |
| #          | Naam                 | Land       | Tijd       |
| ---------- | -------------------- | ---------- | ---------- |
| 1          | Justyna Kowalczyk    | POL        | 33.17,5    |
| 2          | Krista Lähteenmäki   | FIN        | + 32,5     |
| 3          | Marianna Longa       | ITA        | + 40,5     |
| 4          | Aino-Kaisa Saarinen  | FIN        | + 46,6     |
| 5          | Petra Majdič         | SLO        | + 49,5     |
| 6          | Riitta-Liisa Roponen | FIN        | + 49,8     |
| 7          | Charlotte Kalla      | SWE        | + 50,1     |
| 8          | Arianna Follis       | ITA        | + 50,2     |
| 9          | Therese Johaug       | NOR        | + 51,1     |
| 10         | Joelia Tsjekaleva    | RUS        | + 52,3     |

### Etappe 2
| Uitslag | Uitslag                  | Uitslag | Uitslag |
| #       | Naam                     | Land    | Tijd    |
| ------- | ------------------------ | ------- | ------- |
| 1       | Petra Majdič             | SLO     | 60 s    |
| 2       | Justyna Kowalczyk        | POL     | 56 s    |
| 3       | Astrid Jacobsen          | NOR     | 52 s    |
| 4       | Alena Procházková        | SVK     | 48 s    |
| 5       | Joelia Ivanova           | RUS     | 44 s    |
| 6       | Aino-Kaisa Saarinen      | FIN     | 42 s    |
| 7       | Ingvild Flugstad Østberg | NOR     | 40 s    |
| 8       | Marianna Longa           | ITA     | 38 s    |
| 9       | Magda Genuin             | ITA     | 36 s    |
| 10      | Madoka Natsumi           | JPN     | 34 s    |

| Klassement | Klassement          | Klassement | Klassement |
| #          | Naam                | Land       | Tijd       |
| ---------- | ------------------- | ---------- | ---------- |
| 1          | Justyna Kowalczyk   | POL        | 35.13,8    |
| 2          | Petra Majdič        | SLO        | + 44,4     |
| 3          | Aino-Kaisa Saarinen | FIN        | + 1.00,3   |
| 4          | Marianna Longa      | ITA        | + 1.01,9   |
| 5          | Astrid Jacobsen     | NOR        | + 1.09,2   |
| 6          | Krista Lähteenmäki  | FIN        | + 1.14,6   |
| 7          | Charlotte Kalla     | SWE        | + 1.17,9   |
| 8          | Arianna Follis      | ITA        | + 1.35,2   |
| 9          | Alena Procházková   | SVK        | + 1.36,3   |
| 10         | Therese Johaug      | NOR        | + 1.42,3   |

### Etappe 3
| Uitslag | Uitslag              | Uitslag | Uitslag |
| #       | Naam                 | Land    | Tijd    |
| ------- | -------------------- | ------- | ------- |
| 1       | Anna Haag            | SWE     | 26.59,8 |
| 2       | Charlotte Kalla      | SWE     | + 0,6   |
| 3       | Marthe Kristoffersen | NOR     | + 7,2   |
| 4       | Arianna Follis       | ITA     | + 7,8   |
| 5       | Justyna Kowalczyk    | POL     | + 8,7   |
| 6       | Marianna Longa       | ITA     | + 8,9   |
| 7       | Therese Johaug       | NOR     | + 9,7   |
| 8       | Krista Lähteenmäki   | FIN     | + 10,9  |
| 9       | Riitta-Liisa Roponen | FIN     | + 15,9  |
| 10      | Petra Majdič         | SLO     | + 29,4  |

| Klassement | Klassement         | Klassement | Klassement |
| #          | Naam               | Land       | Tijd       |
| ---------- | ------------------ | ---------- | ---------- |
| 1          | Justyna Kowalczyk  | POL        | 1:01.52,3  |
| 2          | Charlotte Kalla    | SWE        | + 1.19,8   |
| 3          | Marianna Longa     | ITA        | + 1.22,1   |
| 4          | Petra Majdič       | SLO        | + 1.35,1   |
| 5          | Krista Lähteenmäki | FIN        | + 1.46,8   |
| 6          | Arianna Follis     | ITA        | + 1.59,3   |
| 7          | Anna Haag          | SWE        | + 2.01,3   |
| 8          | Astrid Jacobsen    | NOR        | + 2.01,7   |
| 9          | Therese Johaug     | NOR        | + 2.13,3   |
| 10         | Alena Procházková  | SVK        | + 2.29,0   |

### Etappe 4
| Uitslag | Uitslag                  | Uitslag | Uitslag |
| #       | Naam                     | Land    | Tijd    |
| ------- | ------------------------ | ------- | ------- |
| 1       | Petra Majdič             | SLO     | 60 s    |
| 2       | Arianna Follis           | ITA     | 56 s    |
| 3       | Magda Genuin             | ITA     | 52 s    |
| 4       | Laure Barthélémy         | FRA     | 48 s    |
| 5       | Kikkan Randall           | USA     | 44 s    |
| 6       | Britta Johansson Norgren | SWE     | 42 s    |
| 7       | Katrin Zeller            | GER     | 40 s    |
| 8       | Eva Nývltová             | CZE     | 38 s    |
| 9       | Vesna Fabjan             | SLO     | 36 s    |
| 10      | Alena Procházková        | SVK     | 34 s    |

| Klassement | Klassement         | Klassement | Klassement |
| #          | Naam               | Land       | Tijd       |
| ---------- | ------------------ | ---------- | ---------- |
| 1          | Justyna Kowalczyk  | POL        | 1:05.08,1  |
| 2          | Petra Majdič       | SLO        | + 39,1     |
| 3          | Charlotte Kalla    | SWE        | + 1.08,8   |
| 4          | Arianna Follis     | ITA        | + 1.09,5   |
| 5          | Marianna Longa     | ITA        | + 1.13,8   |
| 6          | Krista Lähteenmäki | FIN        | + 1.37,9   |
| 7          | Anna Haag          | SWE        | + 1.44,0   |
| 8          | Astrid Jacobsen    | NOR        | + 1.59,8   |
| 9          | Alena Procházková  | SVK        | + 2.09,3   |
| 10         | Therese Johaug     | NOR        | + 2.29,9   |

### Etappe 5
| Uitslag | Uitslag            | Uitslag | Uitslag  |
| #       | Naam               | Land    | Tijd     |
| ------- | ------------------ | ------- | -------- |
| 1       | Justyna Kowalczyk  | POL     | 37.41,7  |
| 2       | Arianna Follis     | ITA     | + 22,2   |
| 3       | Marianna Longa     | ITA     | + 22,6   |
| 4       | Charlotte Kalla    | SWE     | + 23,7   |
| 5       | Petra Majdič       | SLO     | + 36,4   |
| 6       | Anna Haag          | SWE     | + 1.41,4 |
| 7       | Krista Lähteenmäki | FIN     | + 1.45,0 |
| 8       | Astrid Jacobsen    | NOR     | + 2.21,4 |
| 9       | Therese Johaug     | NOR     | + 2.44,5 |
| 10      | Alena Procházková  | SVK     | + 2.47,7 |

| Klassement | Klassement         | Klassement | Klassement |
| #          | Naam               | Land       | Tijd       |
| ---------- | ------------------ | ---------- | ---------- |
| 1          | Justyna Kowalczyk  | POL        | 1:42.34,7  |
| 2          | Arianna Follis     | ITA        | + 27,2     |
| 3          | Marianna Longa     | ITA        | + 32,6     |
| 4          | Charlotte Kalla    | SWE        | + 38,7     |
| 5          | Petra Majdič       | SLO        | + 51,4     |
| 6          | Anna Haag          | SWE        | + 1.56,4   |
| 7          | Krista Lähteenmäki | FIN        | + 2.00,0   |
| 8          | Astrid Jacobsen    | NOR        | + 2.36,4   |
| 9          | Therese Johaug     | NOR        | + 2.59,5   |
| 10         | Alena Procházková  | SVK        | + 3.02,7   |

### Etappe 6
| Uitslag | Uitslag                  | Uitslag | Uitslag  |
| #       | Naam                     | Land    | Tijd     |
| ------- | ------------------------ | ------- | -------- |
| 1       | Justyna Kowalczyk        | POL     | 30.27,6  |
| 2       | Therese Johaug           | NOR     | + 6,3    |
| 3       | Marianna Longa           | ITA     | + 55,7   |
| 4       | Marte Elden              | NOR     | + 1.01,4 |
| 5       | Aino-Kaisa Saarinen      | FIN     | + 1.13,0 |
| 6       | Arianna Follis           | ITA     | + 1.19,8 |
| 7       | Marthe Kristoffersen     | NOR     | + 1.24,1 |
| 8       | Katrin Zeller            | GER     | + 1.27,1 |
| 9       | Petra Majdič             | SLO     | + 1.31,0 |
| 10      | Ingvild Flugstad Østberg | NOR     | + 1.32,2 |

| Klassement | Klassement           | Klassement | Klassement |
| #          | Naam                 | Land       | Tijd       |
| ---------- | -------------------- | ---------- | ---------- |
| 1          | Justyna Kowalczyk    | POL        | 2:12.17,3  |
| 2          | Marianna Longa       | ITA        | + 2.08,3   |
| 3          | Arianna Follis       | ITA        | + 2.33,0   |
| 4          | Petra Majdič         | SLO        | + 3.08,4   |
| 5          | Therese Johaug       | NOR        | + 3.20,8   |
| 6          | Charlotte Kalla      | SWE        | + 3.39,9   |
| 7          | Anna Haag            | SWE        | + 4.40,7   |
| 8          | Krista Lähteenmäki   | FIN        | + 5.01,8   |
| 9          | Marthe Kristoffersen | NOR        | + 5.14,4   |
| 10         | Astrid Jacobsen      | NOR        | + 5.15,2   |

### Etappe 7
| Uitslag | Uitslag               | Uitslag | Uitslag  |
| #       | Naam                  | Land    | Tijd     |
| ------- | --------------------- | ------- | -------- |
| 1       | Therese Johaug        | NOR     | 33.14,4  |
| 2       | Marte Elden           | NOR     | + 1.00,4 |
| 3       | Marthe Kristoffersen  | NOR     | + 1.53,9 |
| 4       | Justyna Kowalczyk     | POL     | + 1.59,3 |
| 5       | Valentyna Sjevtsjenko | UKR     | + 2.06,8 |
| 6       | Krista Lähteenmäki    | FIN     | + 2.12,7 |
| 7       | Katrin Zeller         | GER     | + 2.20,8 |
| 8       | Maria Rydqvist        | SWE     | + 2.26,2 |
| 9       | Marianna Longa        | ITA     | + 2.31,7 |
| 10      | Astrid Jacosen        | NOR     | + 2.42,0 |

| Klassement | Klassement           | Klassement | Klassement |
| #          | Naam                 | Land       | Tijd       |
| ---------- | -------------------- | ---------- | ---------- |
| 1          | Justyna Kowalczyk    | POL        | 2:47.31,0  |
| 2          | Therese Johaug       | NOR        | + 1.21,5   |
| 3          | Marianna Longa       | ITA        | + 2.40,7   |
| 4          | Arianna Follis       | ITA        | + 3.19,9   |
| 5          | Charlotte Kalla      | SWE        | + 4.27,7   |
| 6          | Petra Majdič         | SLO        | + 4.52,6   |
| 7          | Marthe Kristoffersen | NOR        | + 5.09,0   |
| 8          | Krista Lähteenmäki   | FIN        | + 5.15,2   |
| 9          | Marte Elden          | NOR        | + 5.25,6   |
| 10         | Astrid Jacobsen      | NOR        | + 5.57,9   |

## Prijzengeld
|                     | 1.          | 2.         | 3.         | … | 10.          | Dagelijks | Totaal      |
| ------------------- | ----------- | ---------- | ---------- | - | ------------ | --------- | ----------- |
| Algemeen klassement | 131.250 CHF | 87.750 CHF | 43.750 CHF | … | 2.187,50 CHF | 2.500 CHF | 300.000 CHF |
| Sprintklassement    | 010.000 CHF | 05.000 CHF | 02.500 CHF | – | –            | –         | 020.000 CHF |
| Ploegenklassement   | 010.000 CHF | 06.000 CHF | 04.000 CHF | – | –            | –         | 020.000 CHF |
| Etappes             | 05.000 CHF  | 03.000 CHF | 02.000 CHF | – | –            | –         | 010.000 CHF |